# Edward Low
Edward „Ned“ Low (* um 1690 in Westminster (London); † möglicherweise 1724 auf Martinique hingerichtet) war ein englischer Piratenkapitän, dessen Operationsgebiet zu beiden Seiten des Atlantiks lag.

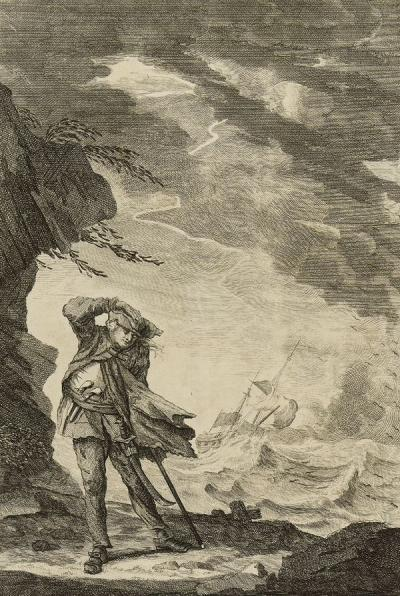
Edward Low in einem Sturm (National Maritime Museum)

Low war bereits zu Lebzeiten berüchtigt für seine grausamen Übergriffe gegen die Besatzungsmitglieder gekaperter Schiffe und gilt als einer der grausamsten Piraten des Goldenen Zeitalters der Piraterie. Low soll seinen Opfern häufig Lippen, Nasen und Ohren abgeschnitten haben, ehe sie getötet worden seien.
Der  Fischer Philip Ashton (1702–1746) aus Novia Scotia wurde von Low gefangen genommen und konnte schließlich auf der Karibikinsel Roatán entkommen, wo er über ein Jahr einsam lebte. Der Geistliche John Barnard veröffentlichte 1725 einen Bericht über seine Erlebnisse.
Die Umstände von Lows Tod sind unklar und gaben Anlass für zahlreiche Spekulationen.